# 斯迪亞旺沙—班底大道
斯迪亚旺沙-班底大道 （SPE大道），全长29.8公里（18.5英里），是马来西亚巴生谷地区的高速公路。该大道连接吉隆坡第二中环公路， 西部疏散大道（Kerinchi Link）和联邦大道。SPE大道贯穿吉隆坡南北，连接拉曼理工大学、Wangsa Maju、斯迪亚旺沙（Setiawangsa）、安邦、敦拉萨国际贸易中心和马来西亚城（Bandar Malaysia）发展走廊等主要地区，并提供前往吉隆坡-加叻大道的替代路线。SPE大道的建造及维护公司为Ekovest Berhad。 

## 背景
SPE大道的大部分路段都是高架路段。它设有七个立交桥和几个收费站，大部分路段属于双向六车道，部分路段属于双向四车道，没有紧急车道。该大道是根据工程部JKR R6设计标准建造的，车道宽度为3.5米，  速限为每小时90公里。
SPE大道曾被称为DUKE第3期，是大使路-淡江大道高速公路延伸项目的一部分，但在施工后改为不同的名称和用途。  2021年4月12日，该大道以最长预应力T形混凝土桥和最长T形预应力混凝土梁两个类别被列入马来西亚记录大全。它使用了424根BH梁，其中使用的BH梁内最长的桥梁长达67.5米。  
2021年12月22日，第4路段（Taman Melati 至 Setiawangsa）向公众开放。 Kerinchi至Wangsa Maju的其余路段（第1-3路段）则两年后的2023年11月3日开放。

## 特征
- 高速公路主干线为高架公路。 [8]

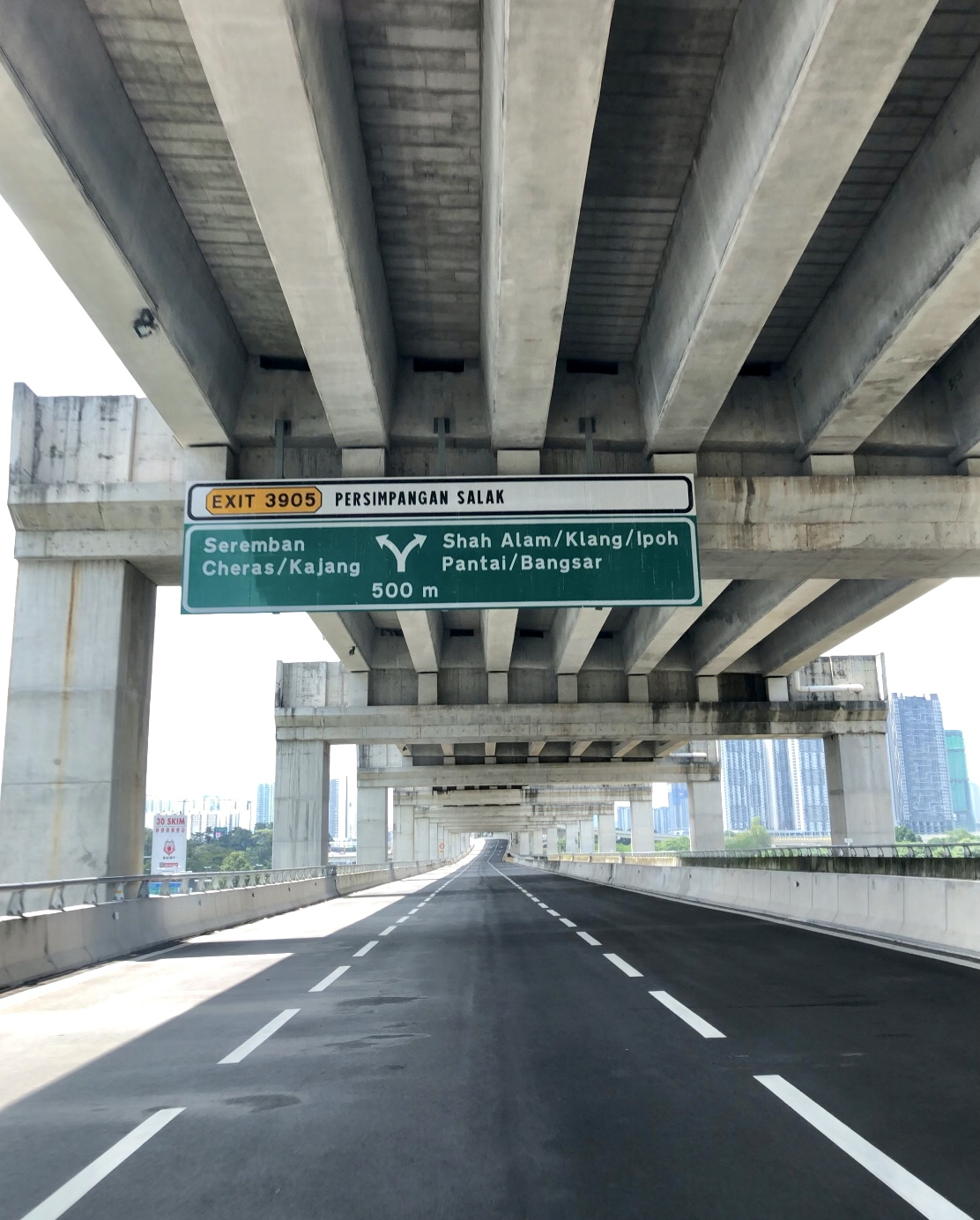
SALAK大道交汇道的双层高架桥

- 从Kampung Pandan至Taman Desa的路段设有双层高架桥。
- 马来西亚少有的双层高架桥高速公路之一。
- 在高速公路的几乎所有路段都能看到吉隆坡和八打灵再也的都市景观。

## 通行费
| 等级 | 车辆类型                            | 价格（马来西亚令吉） |
| ---- | ----------------------------------- | -------------------- |
| 0    | 摩托车、自行车、2个或更少轮子的车辆 | 免费                 |
| 1    | 具有2轴的3或4轮车辆（出租车除外）   | RM3.50               |
| 2    | 具有2轴的5或6轮车辆（巴士除外）     | RM7.00               |
| 3    | 具有3个或更多车轴的车辆             | RM10.50              |
| 4    | 出租车                              | RM1.80               |
| 5    | 巴士                                | RM3.50               |

## 争议
- Jalan U-Thant的居民声称在他们家旁边修建的高速公路无视噪音水平和空气污染，对他们的健康和福祉造成了影响。  （页面存档备份，存于）
- 有人创建了一个Facebook页面来抗议该建设，并声称这条高速公路在许多方面都不好。
- 在高速公路建设过程中，由于施工现场维护不善、高速公路线形下方道路受损严重、缺乏照明、红绿灯故障、排水等，造成事故及道路损坏等问题。